# Seznam knih Dragonlance
Toto je seznam knih Dragonlance, které dosud vyšly. Všechny přeložené do češtiny jsou napsány v češtině.

## Adventures in Krynn
- Tales of Uncle Trapspringer

## Příběhy
- Magie Krynnu ISBN 80-7174-338-0
- Šotci, Tupí Trpaslíci a Gnómové ISBN 80-7174-770-X
- Láska a válka ISBN 80-7174-375-5

## Příběhy II
- Vláda Ištaru ISBN 80-7174-547-2
- The Cataclysm
- The War of the Lance

## Dragons Anthologies
- The Dragons of Krynn
- The Dragons at War
- The Dragons of Chaos

## Tales of the Fifth Age
- Relics and Omens
- Heroes and Fools
- Rebels and Tyrants

## Tales/Dragons from the War of Souls/World of Krynn
- The Search for Magic: Tales from the War of Souls
- The Players of Gilean: Tales from the World of Krynn
- The Search for Power: Dragons from the War of Souls

## Further Dragons Anthologies
- Dragons: Worlds Afire
- Dragons of Time

## Best Of Anthologies
- The Best of Tales, Volume One
- The Best of Tales, Volume Two
- Dragons in the Archives: The Best of Weis and Hickman Anthology

## Anvil of Time
- The Sellsword
- The Survivors
- Renegade Wizards
- The Forest King

## Age of Mortals
- Conundrum
- The Lioness
- Dark Thane
- Prisoner of Haven
- Wizard's Conclave
- The Lake of Death

## Barbarians
- Children of the Plains
- Brother of the Dragon
- Sister of the Sword

## Bertrem's Guide
- Bertrem's Guide to the Age of Mortals
- Bertrem's Guide to the War of Souls, Volume One
- Bertrem's Guide to the War of Souls, Volume Two

## Bridges of Time
- Spirit of the Wind
- Legacy of Steel
- The Silver Stair
- The Rose and the Skull
- Dezra's Quest

## Champions
- Saving Solace
- The Alien Sea
- The Great White Wyrm
- Protecting Palanthas

## Chaos War
- Brigáda zatracených
  - Pozn. Tato kniha vyšla v češtině jako první z bilogie Kangův regiment
- The Last Thane
- Tears of the Night Sky
- The Puppet King
- Reavers of the Blood Sea
- The Siege of Mt. Nevermind

## Kroniky

### Kroniky
- Draci podzimního soumraku ISBN 978-80-7398-019-1, ISBN 80-7174-478-6, ISBN 80-7174-373-9
- Draci zimní noci ISBN 978-80-7398-031-3, ISBN 80-7174-498-0, ISBN 80-7174-817-X
- Draci jarního úsvitu ISBN 978-80-7398-053-5, ISBN 80-7174-499-9, ISBN 80-7174-242-2
- The Annotated Chronicles
- Dragonlance Chronicles: Special Edition
- Dragonlance Chronicles Trilogy: A Dragonlance Omnibus

- Druhá generace ISBN 978-80-7398-002-3

- Draci letního žáru ISBN 80-86354-77-6
  - 1.část ISBN 80-7174-269-4
  - 2.část ISBN 80-7174-270-8

### Ztracené kroniky
- Draci trpasličích hlubin ISBN 978-80-7398-028-3
- Draci paní oblohy ISBN 978-80-7398-038-2
- Draci zlatookého mága ISBN 978-80-7398-077-1

### Young Adult Chronicles
- A Rumor of Dragons
- Night of the Dragons
- The Nightmare Lands
- To The Gates of Palanthas
- Hope's Flame
- A Dawn of Dragons

## Classics
- Murder In Tarsis
- Dalamar the Dark
- The Citadel
- The Inheritance

## Crossroads
- The Clandestine Circle
- The Thieves' Guild
- Dragon's Bluff
- The Dragon Isles
- The Middle of Nowhere

## Temný učedník
- Jantar a popel ISBN 978-80-7398-126-6
- Jantar a železo ISBN 978-80-7398-141-9
- Jantar a krev ISBN 978-80-7398-149-5

## Defenders of Magic
- Night of the Eye
- The Medusa Plague
- The Seventh Sentinel

## Dhamon Saga
- Downfall
- Betrayal
- Redemption

## Dragons of a New Age
- The Dawning of a New Age
- The Day of the Tempest
- The Eve of the Maelstrom

## Dwarf Home
- The Secret of Pax Tharkas
- Heir of Kayolin
- The Fate of Thorbardin

## Dwarven Nations
- Covenant of the Forge
- Hammer and Axe
- The Swordsheath Scroll

## Elven Exiles
- Sanctuary
- Alliances
- Destiny

## Elven Nations
- Firstborn
- The Kinslayer Wars
- The Qualinesti

## Ergoth
- A Warrior's Journey
- The Wizard's Fate
- A Hero's Justice

## Hrdinové
- Legenda o Humovi ISBN 978-80-86354-78-1
- Bouřný meč ISBN 978-80-86354-89-7
- Lasičkovo štěstí ISBN 978-80-86354-96-5
- Minotaurus Kaz ISBN 978-80-7398-023-8
- Brány Thorbardinu ISBN 978-80-7398-027-6
- Rytíř Galen ISBN 978-80-7398-032-0

## Icewall
- The Messenger
- The Golden Orb
- Winterheim

## Kangův regiment
- Brigáda zatracených ISBN 978-80-7398-070-2
- Drakoniánská čest ISBN 978-80-7398-105-1

## Kingpriest
- Chosen of the Gods
- Divine Hammer
- Sacred Fire

## Leaves from the Inn of the Last Home
- Leaves from the Inn of the Last Home
- More Leaves from the Inn of the Last Home
- Lost Leaves from the Inn of the Last Home

## Legendy
- Čas bratrství ISBN 978-80-7398-085-6
- Válka zatracených ISBN 978-80-7398-094-8, ISBN 80-7174-446-8
- Zkouška bratrství ISBN 978-80-7398-103-7, ISBN 80-7174-662-2
- The Annotated Legends

## Linsha
- City of the Lost
- Flight of the Fallen
- Return of the Exile

## Lost Histories
- The Kagonesti (A Story of the Wild Elves)
- The Irda (Children of the Stars)
- The Dargonesti
- Land of the Minotaurs
- The Gully Dwarves
- The Dragons

## Lost Legends
- Vinas Solamnus
- Fistandantilus Reborn

## Meetings Sextet
- Kindred Spirits
- Wanderlust
- Dark Heart
- The Oath and the Measure
- Steel and Stone
- The Companions

## Minotauří války
- Krvavá noc ISBN 978-80-7398-174-7
- Záplavy krve ISBN 978-80-7398-200-3
- Říše krve ISBN 978-80-7398-219-5

## Odyssey of Gilthanas
- The Odyssey of Gilthanas (Dragonlance Reader's Companion)

## Ogre Titans
- The Black Talon
- The Fire Rose
- The Gargoyle King

## Předehry
- Světlo a stín ISBN 80-7174-055-1
- Země šotků ISBN 80-7174-130-2
- Bratři Majereové ISBN 80-7174-139-6

### Preludes II
- Riverwind the Plainsman
- Flint the King
- Tanis, the Shadow Years

## Raistlin Chronicles
- Procitnutí mága ISBN 80-7174-545-6
  - Pozn. Procitnutí mága vyšlo v češtině jako samostatná kniha nepatřící do žádné série
- Brothers in Arms

## Rise of Solamnia
- Lord of the Rose
- The Crown and the Sword
- The Measure and the Truth

## Stonetellers
- The Rebellion
- Death March
- Goblin Nation

## Taladas
- Blades of the Tiger *
- Trail of the Black Wyrm
- Shadow of the Flame

## Villains
- Before the Mask
- The Black Wing
- Emperor of Ansalon
- Hederick the Theocrat
- Lord Toede
- The Dark Queen

## Válka duší
- Draci padlého slunce ISBN 978-80-7398-005-4
- Draci ztracené hvězdy ISBN 978-80-7398-012-2
- Draci zmizelého měsíce ISBN 978-80-7398-020-7

## Warriors
- Knights of the Crown
- Maquesta Kar-Thon
- Knights of the Sword
- Theros Ironfeld
- Knights of the Rose
- Lord Soth
- The Wayward Knights

## Young Adult Readers Novels

### Young Adult Chronicles
- A Rumor of Dragons
- Night of the Dragons
- The Nightmare Lands
- To The Gates of Palanthas)
- Hope's Flame
- A Dawn of Dragons

### Elements
- Pillar of Flame
- Queen of the Sea
- Tempest's Vow

### Elidor Trilogy
- Crown of Thieves
- The Crystal Chalice
- City of Fortune

### Goodlund Trilogy
- Warrior's Heart
- Warrior's Blood
- Warrior's Bones

### New Adventures
- Temple of the Dragonslayer
- The Dying Kingdom
- The Dragon Well
- Return of the Sorceress
- Dragon Sword
- Dragon Day
- Dragon Knight
- Dragon Spell

### Suncatcher Trilogy
- The Wayward Wizard
- The Ebony Eye
- The Stolen Sun

### Trinistyr Trilogy
- Wizard's Curse
- Wizard's Betrayal
- Wizard's Return

## Related stories
- Knight of the Black Rose
- Spectre of the Black Rose
- Beyond the Moons
- připravuje se, bude upřesněn č. název